# نسترو آراخو
نسترو آراخو (اسپانیایی: Néstor Araujo‎؛ زادهٔ ۲۹ اوت ۱۹۹۱) بازیکن فوتبال اهل مکزیک است.
از باشگاه‌هایی که در آن بازی کرده‌است می‌توان به باشگاه فوتبال سلتاویگو و باشگاه فوتبال کروز آزول اشاره کرد.
وی همچنین در تیم‌های ملی فوتبال زیر ۲۰ سال مکزیک، زیر ۲۳ سال مکزیک، و مکزیک بازی کرده‌است.